# Németalföld művészete
Németalföld művészete alatt az egykori németalföldi tartományok művészetét tárgyaljuk a terület két részre szakadásáig (1579). További alakulását lásd: Hollandia művészete, flamand művészet, Belgium művészete.

## Építészet
A 12–13. században francia orientáció jelentkezett, főleg a ciszterciták építkezési nyomán. Később a gótikus székesegyházak is francia mintát követtek (Tournai, a katedrális kórusa, 1242). Még tisztábban jelentkezik a francia hatás a Maas-vidék művészetében (Tongeren, Liège). A németalföldi gótika legmonumentálisabb példája a brüsszeli Ste Gudule (13. sz. vége). A 14. században épült Huy (1311), Aarschot (1337), Mechelen katedrálisa. A 15–16. században a hali Notre-Dame, a leuveni Szent Péter (1425–97), a brüsszeli Notre-Dame du Sablon, a genti Szent Bávó-katedrális, a liége-i Szt Jakab-templom. Az északi területek kiemelkedő katedrálisai az utrechti Szent Márton-, a delfti Nieuwe Kerk, a haarlemi Szent Bávó-, a ’s-Hertogenboschi Szent János-katedrális. A németalföldi városok önálló fejlődése miatt sok szép példája maradt a középkori polgári építészetnek. Posztócsarnokok és beffroi-k (Ypres, 13. sz.; Brugge, 13–15. sz.) és városházák (Brugge, 14. sz.; Brüsszel, 1402-től; Leuven, 1447–63; Middelburg, 1452–1513; Gent, 1517-től). A gótikus stílus utolsó fázisa a kortrijki és az oudenaardei városházán bontakozott ki.
A reneszánsz építészet elemei a 16. században jelentkeztek templomi kapuzatokon (liége-i Szt Jakab-templom déli kapuja), kápolnák, sekrestyék belsejében, de igazi reneszánsz stílusú egyházi épület nem jellemző Németalföldre. A világi reneszánsz építészet kialakulásában fontos tényezőt játszott Ausztriai Margit, aki Mechelen városát Németalföld szellemi központjává tette. Ő építtette 1517-ben a brüsszeli mai Igazságügyi Palotát Guyot de Beauregarddal. Főképp az olasz reneszánsz elemei kerültek be a németalföldi építészetbe (Antoine Perrenot de Granvelle bíboros brüsszeli palotája, Sebastiaan van Noyen műve 1551-től). Római palazzo hatását kelti az antwerpeni városháza, Cornelis Floris (1514–75) műve. Számos polgárház épült ezeken kívül, melyek részben ma is meghatározzák a flamand városképeket.

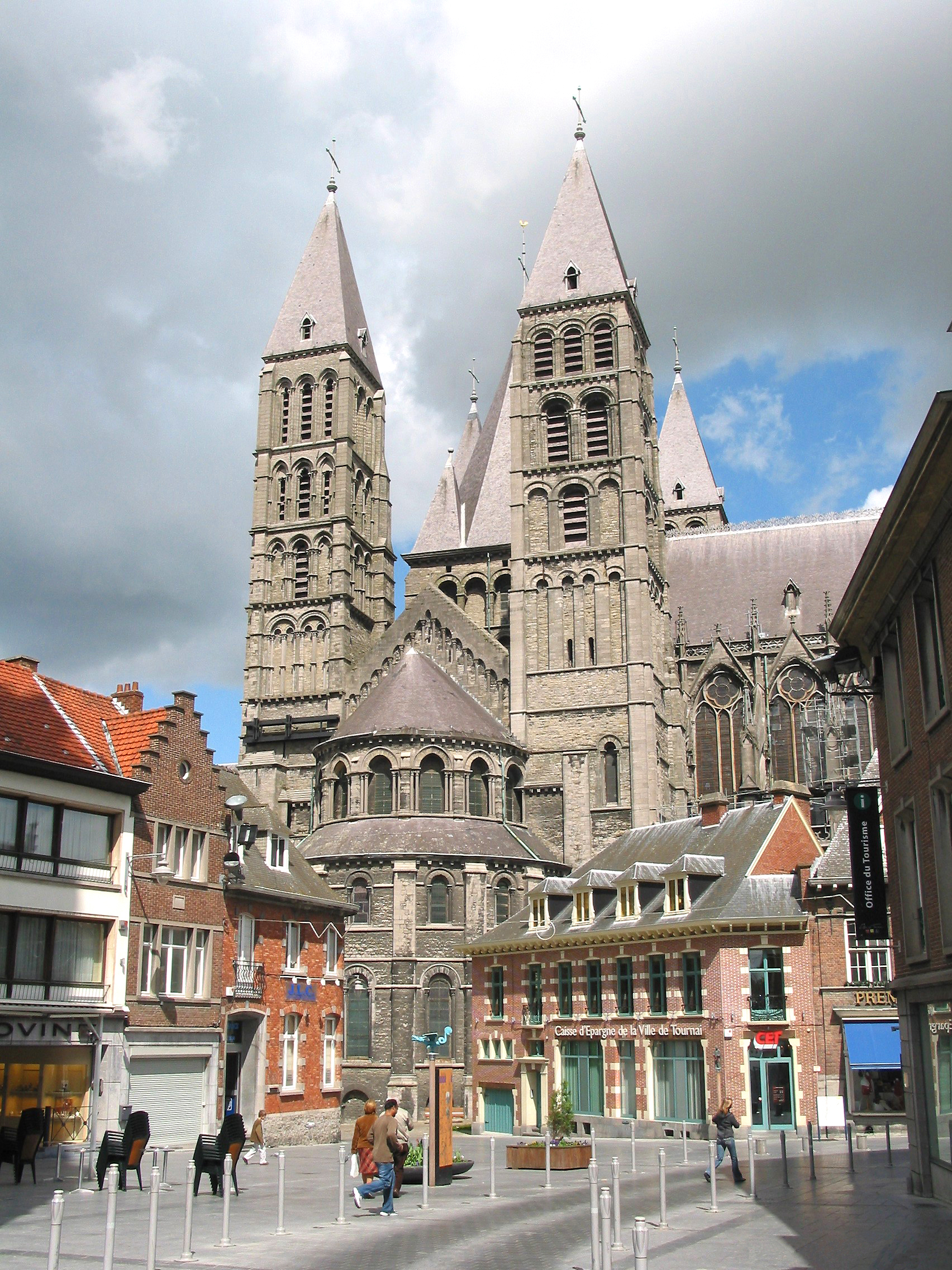
A tournai-i katedrális
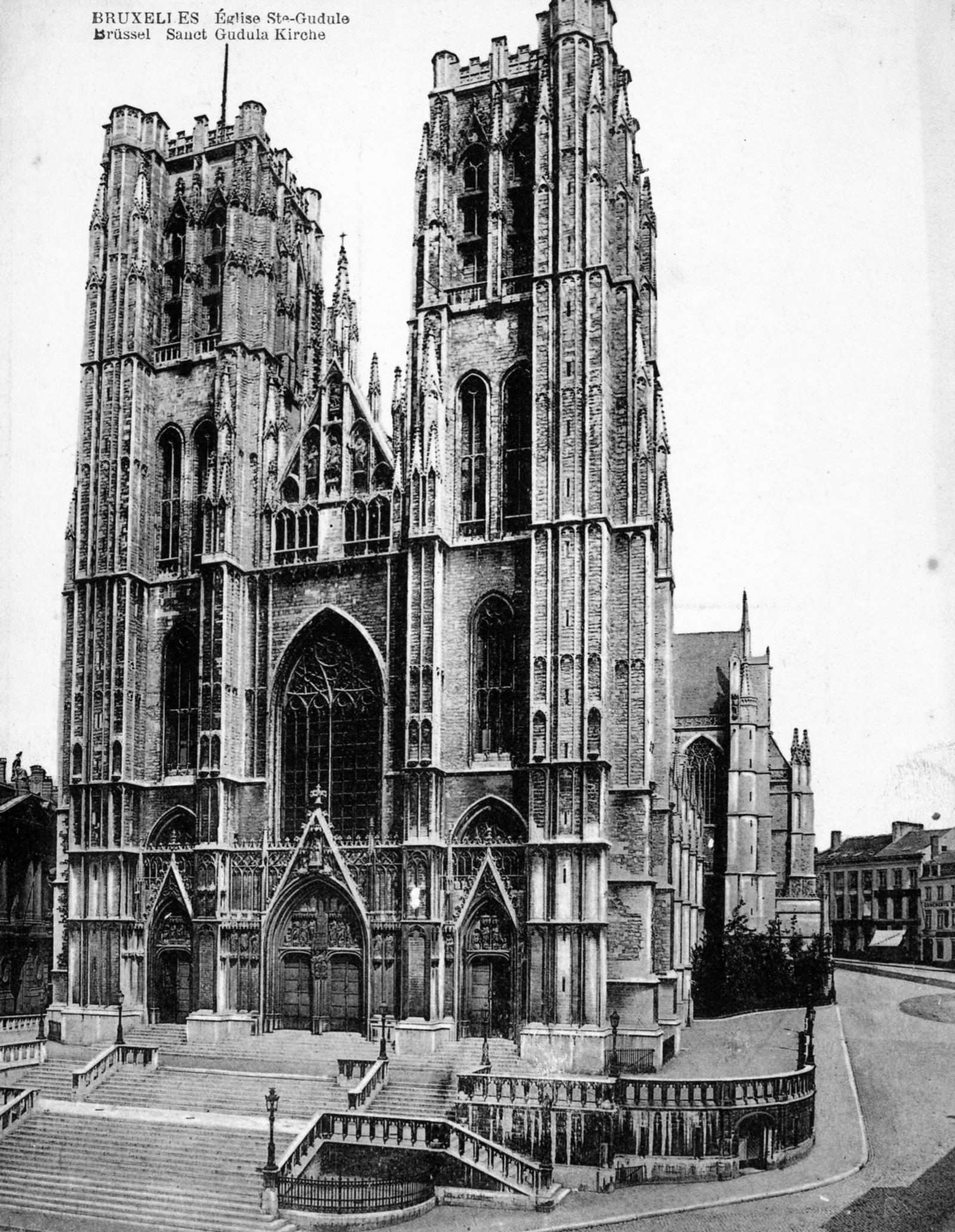
Brüsszel, Szt. Mihály és Gudula
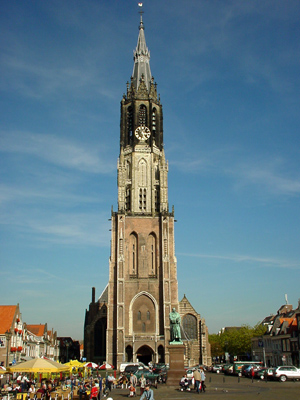
Delft, Nieuwe Kerk
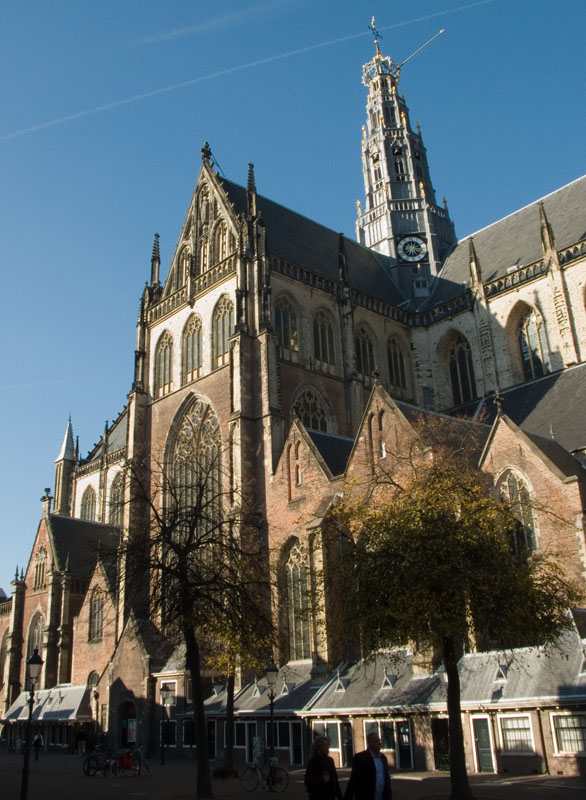
Haarlem, Szent Bavo-templom
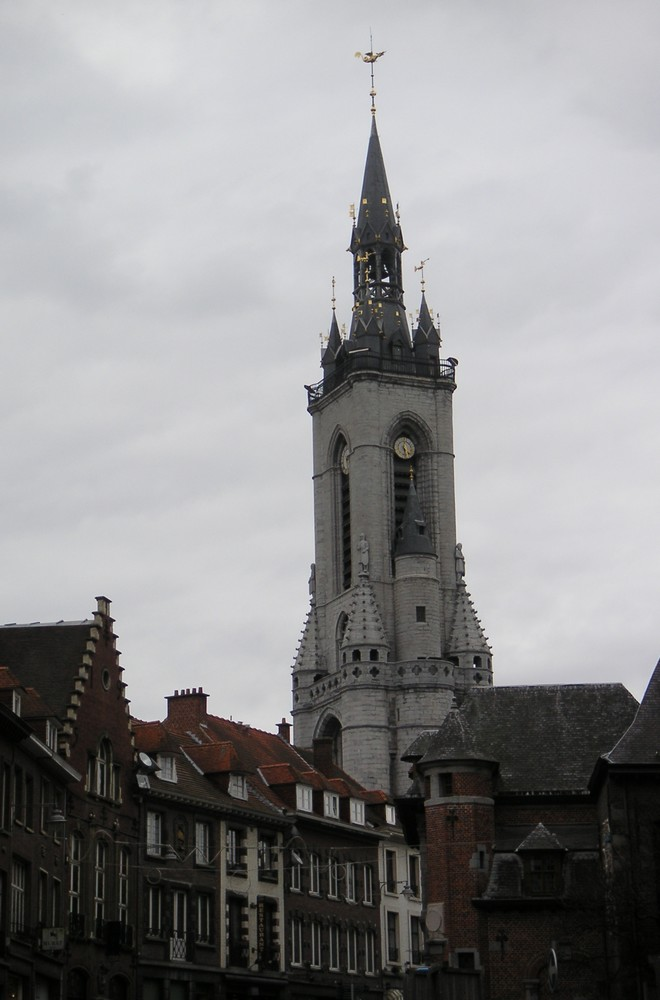
Beffroi Tournaiban
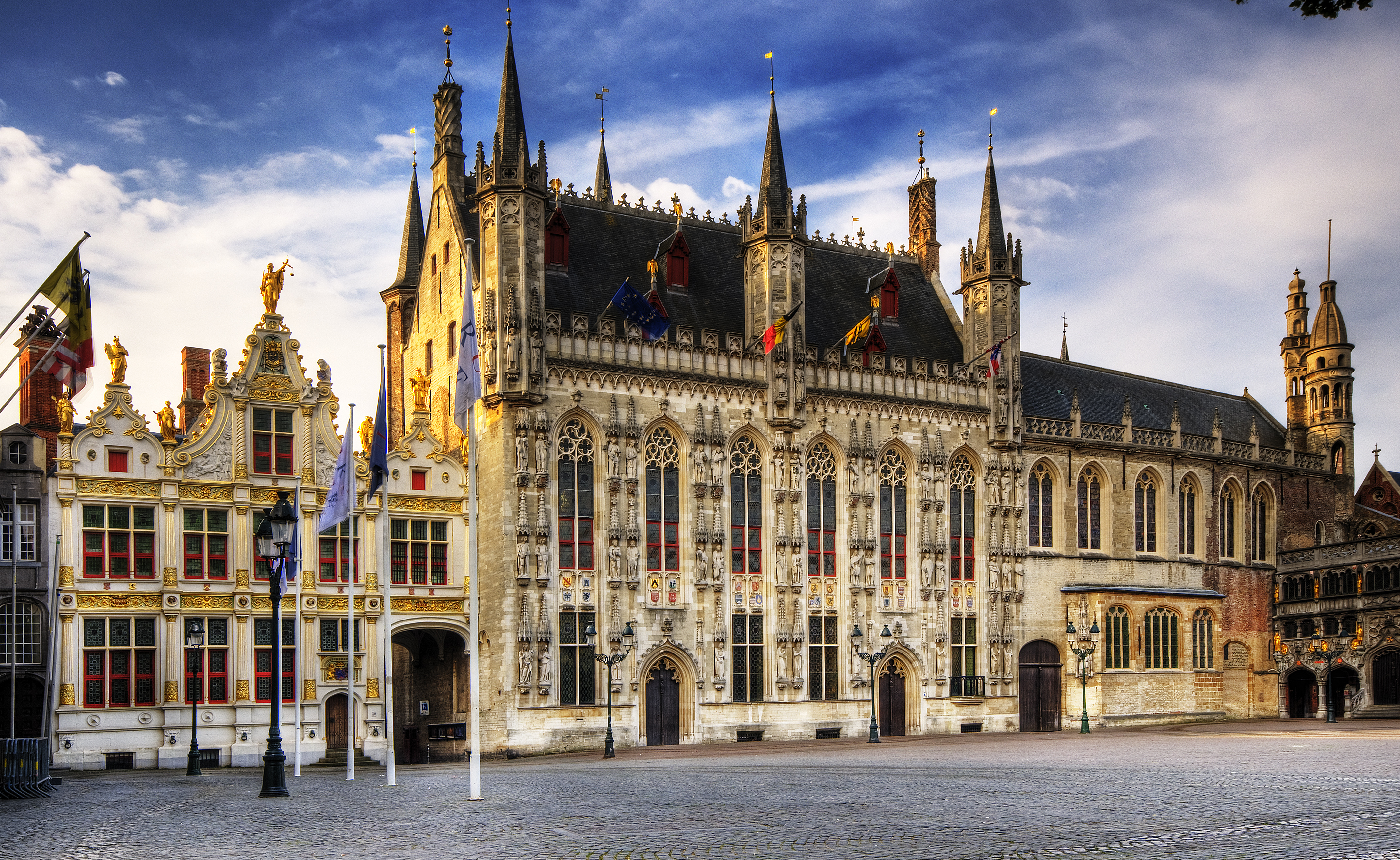
Bruggei városháza
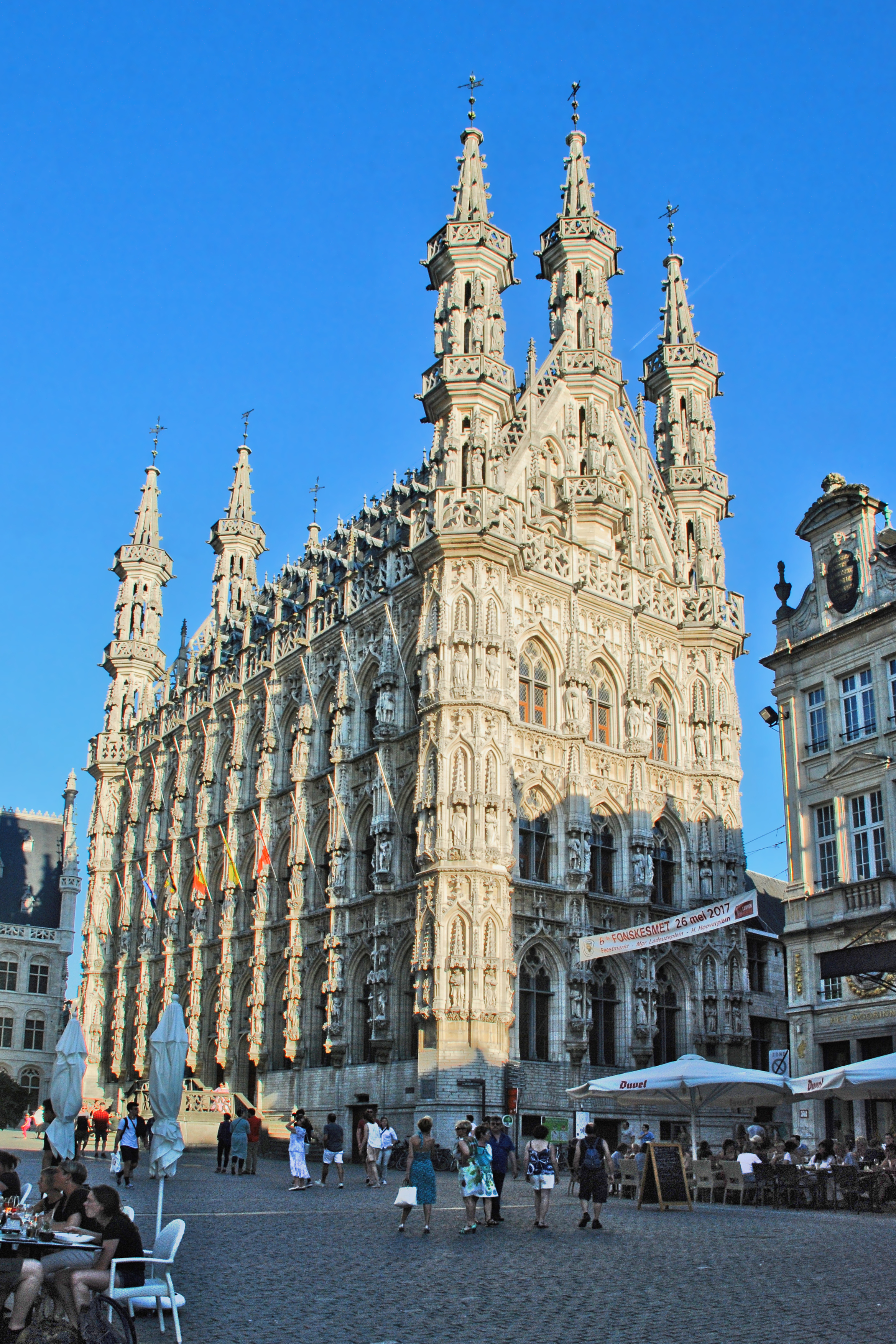
Leuveni városháza

## Szobrászat
A franciához hasonló gótikus szobrászat Németalföldön nem alakult ki. A 13. századtól néhány gótikus portálé ismert (Maastricht: St Servais-templom, Liège: St Lambert-templom). A 14. századi szobrászat jellemző példái a tournai-i katedrális nyugati kapujának apostolszobrai és a liége-i Szt. Jakab-templom Mária koronázása szoborcsoportja. Az önálló Madonna-szobrok (pl. tournai-i Madonna) és egyéb kompozíciók némi provincializmusról adnak képet. A 13. századtól a szobrászat legfontosabb műfaja a síremlékplasztika (leuveni Szt. Péter- és dominikánus templomok a leuveni hercegek sírjai). A németalföldi szobrászat legnagyobb alakja Claus Sluter (1340 k. – 1406 k.) volt. Mellette kiemelkedő jelentőségű André Beauneveu (? – 1440 k.). A gótikus szobrászat két utolsó emléke Burgundi Mária sírja bruggei székesegyházban és a brou-i templom hercegi síremlékei (Louis van Boghem műve, 1516-22).
A németalföldi reneszánsz síremlék-típust Jean Mone (? – 1548) alkotta meg (Antoine de Lalaing síremléke, 1530 k.). Jacques Dubroeucq (1500/10–1584) közvetlenül az olasz művészetet közvetítette. Az építésznek jelentősebb Cornelis Floris de Vriendt (1514–75) szobrászként is működött. Több németalföldi szobrász külföldön dolgozott, pl. Alexander Colin (1527/29 – 1612) Innsbruckban. A 16. század második felében J. A. Terwn (? – 1589) munkássága jelentős (dordrechti stallumok).

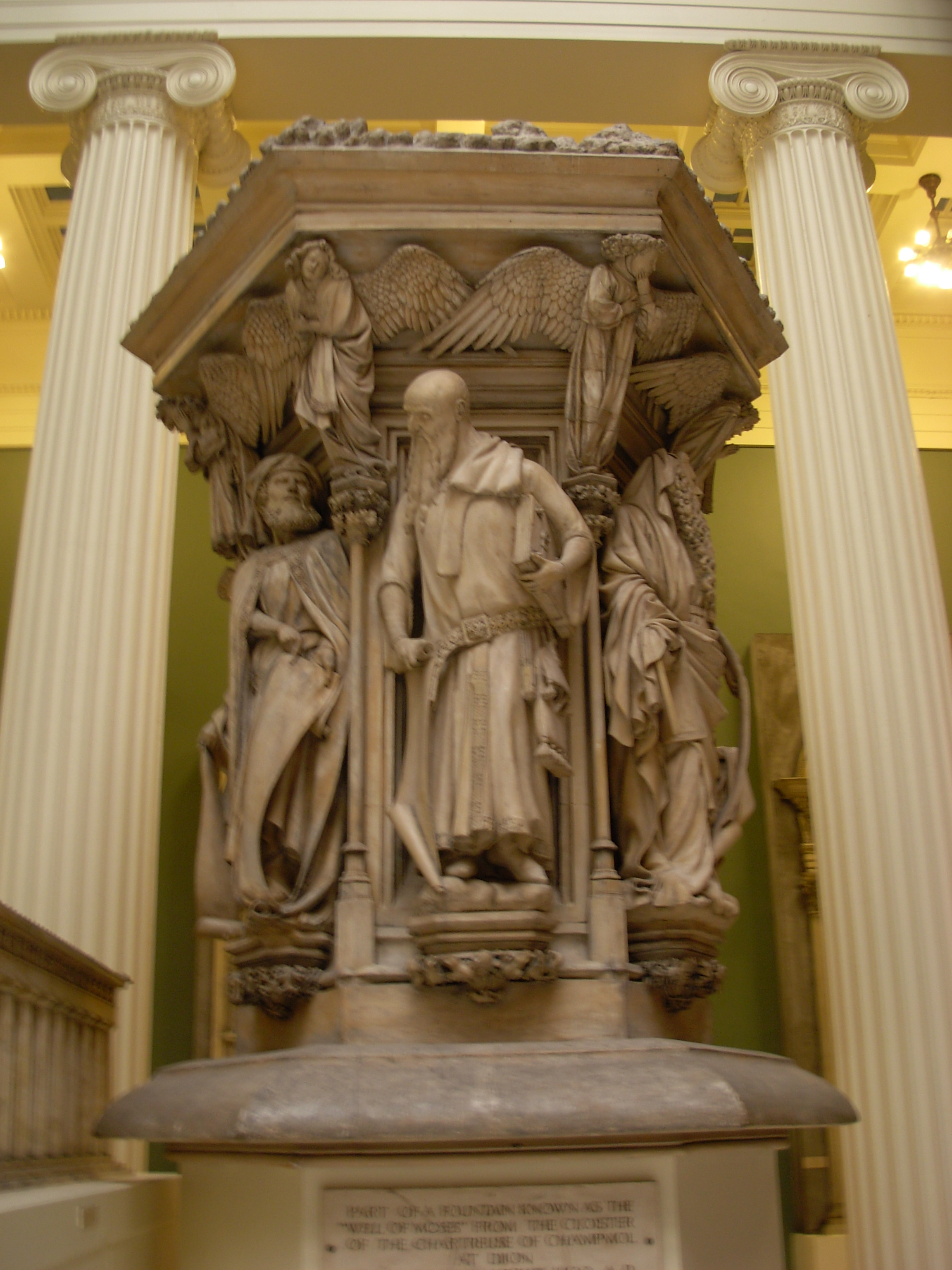
Claus Sluter: Mózes-kút (Dijon)
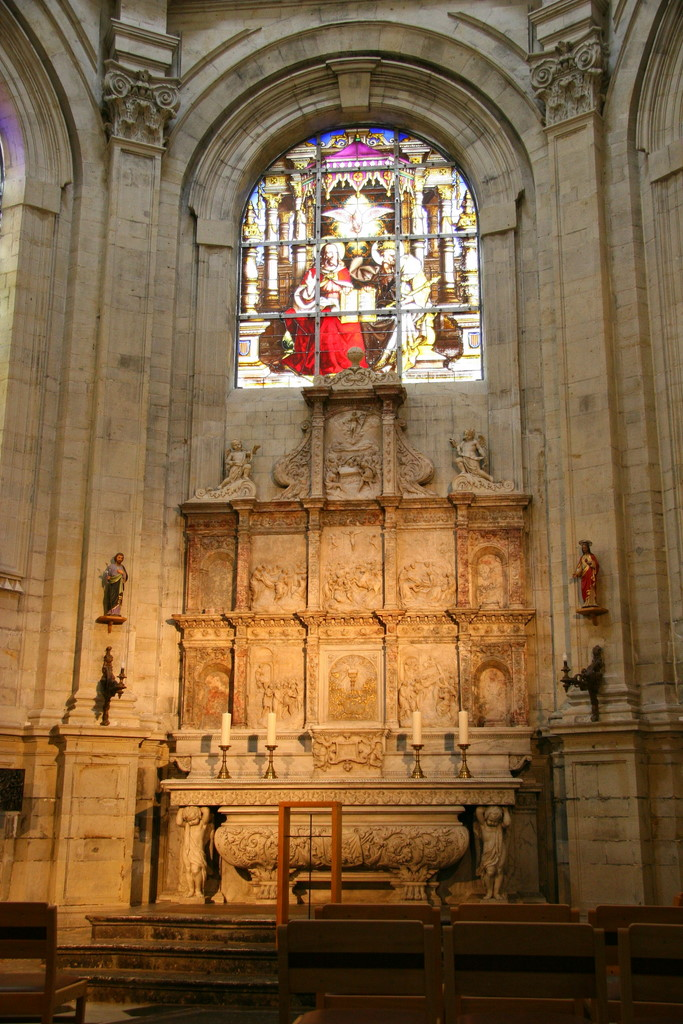
Jean Mone: Maes-kápolna oltára a brüsszeli Szt. Gudula-székesegyházban

## Festészet
Németalföld festészete a 14. századtól kezdve a legkiemelkedőbb helyet foglalta el Itália mellett. A burgundi udvarban a 14. sz. második felétől németalföldi mesterek dolgoztak: A. Beauneveau (? – 1500 k.), Melchior Broederlam (14. sz), Henri Bellechose (15. sz első fele), és a Limbourg testvérek. Limbourgék nélkül az Eyck testvérpár működése elképzelhetetlen. Az Eyck testvérek munkássága mérföldkő az egyetemes európai művészet történetében. Munkásságuk 1420 körül bontakozott ki. Fő művükön, a genti oltáron teljes érettségében jelenik meg a németalföldi festészet minden eredménye: táj és ember harmóniája, rajz és levegőtávlat biztonsága, olajfestés tökéletes alkalmazása. Az Eyck testvérek hatásáról tanúskodik a Flémalle-i mester (1410–40 k.) és az iskolát teremtő Rogier van der Weyden (1399–1446). Rogier a fájdalom és pátosz kifejezéssel gazdagította a festői kifejezési formát. Követői közé tartozott a Borbála-legenda mestere (1470–1500 k), a Mária Magdolna-legenda mestere. Dieric Bouts (1410 k.–1475) fontos összekötő kapocs az északi Haarlem és a déli Brüsszel között, főleg tájba komponált bibliai jeleneteket festett. Brugge művészeti életét az Eyck-követő Petrus Christus (1400/10–1472/3) és a Rogierhez közel álló Hans Memling (1433 k.–1494) határozta meg és virágoztatta fel. Hugo van der Goes (?–1482) és az Urbinóban működő Justus van Gent (?–1480) munkássága a genti iskola nagyszerű folytatása. Északon Rogier és Hugo van der Goes művészetéhez közel álló iskola alakult ki, melyet egyidejűleg az eycki hagyomány tisztelete is meghatározott. Ennek a körnek jellegzetes művészei Albert van Ouwater (15. sz. második fele) és Geertgen tot Sint Jans (1460 k.–1490 k.). A 15. századi festészet hagyományainak utolsó jellegzetes képviselője a bruggei Gerard David (1460 k.–1523).
A manierizmus szele érkezett Bruggébe Jan Provost (1465 k. – 1529). Északon ugyanekkor Hieronymus Bosch (1450 k. – 1516) késő középkori vizionárius festészete jelentkezett. A század fordulóján nagy változások figyelhetők meg. Az 1470-től erőteljesen virágzó bruggei iskola lehanyatlott a város gazdaságával együtt, helyét Antwerpen vette át, ami a következő két évszázadra a festészet egyik központja lett. Olasz példaképek hatottak erőteljesen, terjedt a világi téma, a stílus mozgalmasabb lett. E jelenségek elsőként Quentin Massys (1466 k. – 1530) és Joachim Patinir (1475 k. – 1524) művészetében jelentkeztek először. A Massys utáni nemzedék rendre Itáliába ment tanulmányútra, így erőteljes olasz hatás figyelhető meg (romanizmus). Jellegzetes képviselői Jan Gossaert, a brüsszeli Bernard van Orley. A század elején Leiden is vezető központ lett. Itt dolgozott C. Engelbrechts és tanítványa, Lucas van Leyden. Amszterdamban Jacob Cornelisz van Oostsanen (1470. k. – 1533), Haarlemben Jan Mostaert jelentős. Az életképfestészet első jelentős képviselői Pieter Aertsen, Joachim Beuckelaer, Jan Sanders van Hemessen. A század második felének vezető mestere a romanista Maerten van Heemskerck. A németalföldi festészet utolsó nagy képviselője egyben az egyetemes művészettörténet egyik legnagyobb alakja az Pieter Brueghel, aki fő műveit a polgári forradalmat megelőző korszakban alkotta.

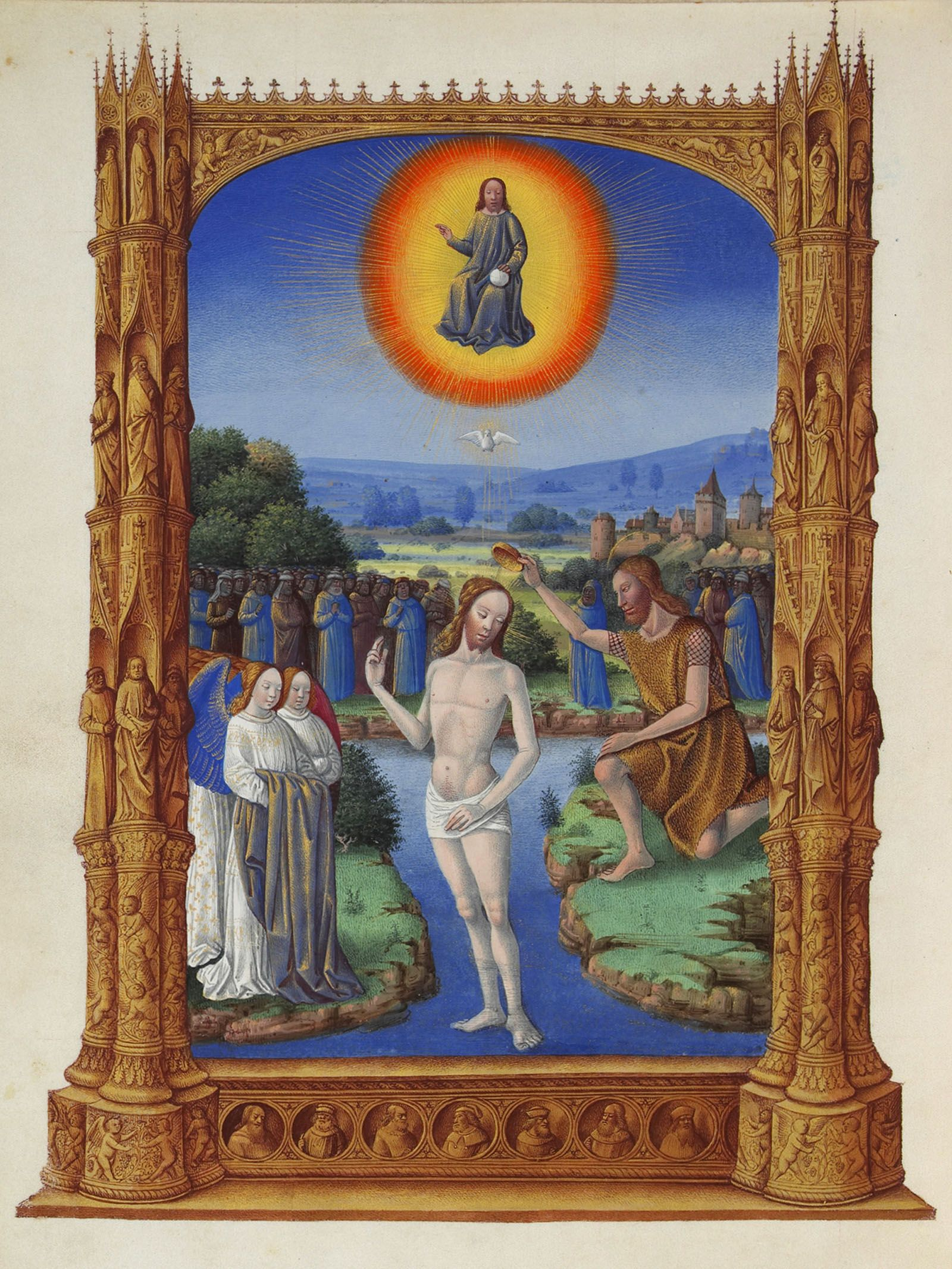
Limbourg fivérek: Kristus keresztelése Berry herceg hóráskönyvéből (Musée Condé, Chantilly)
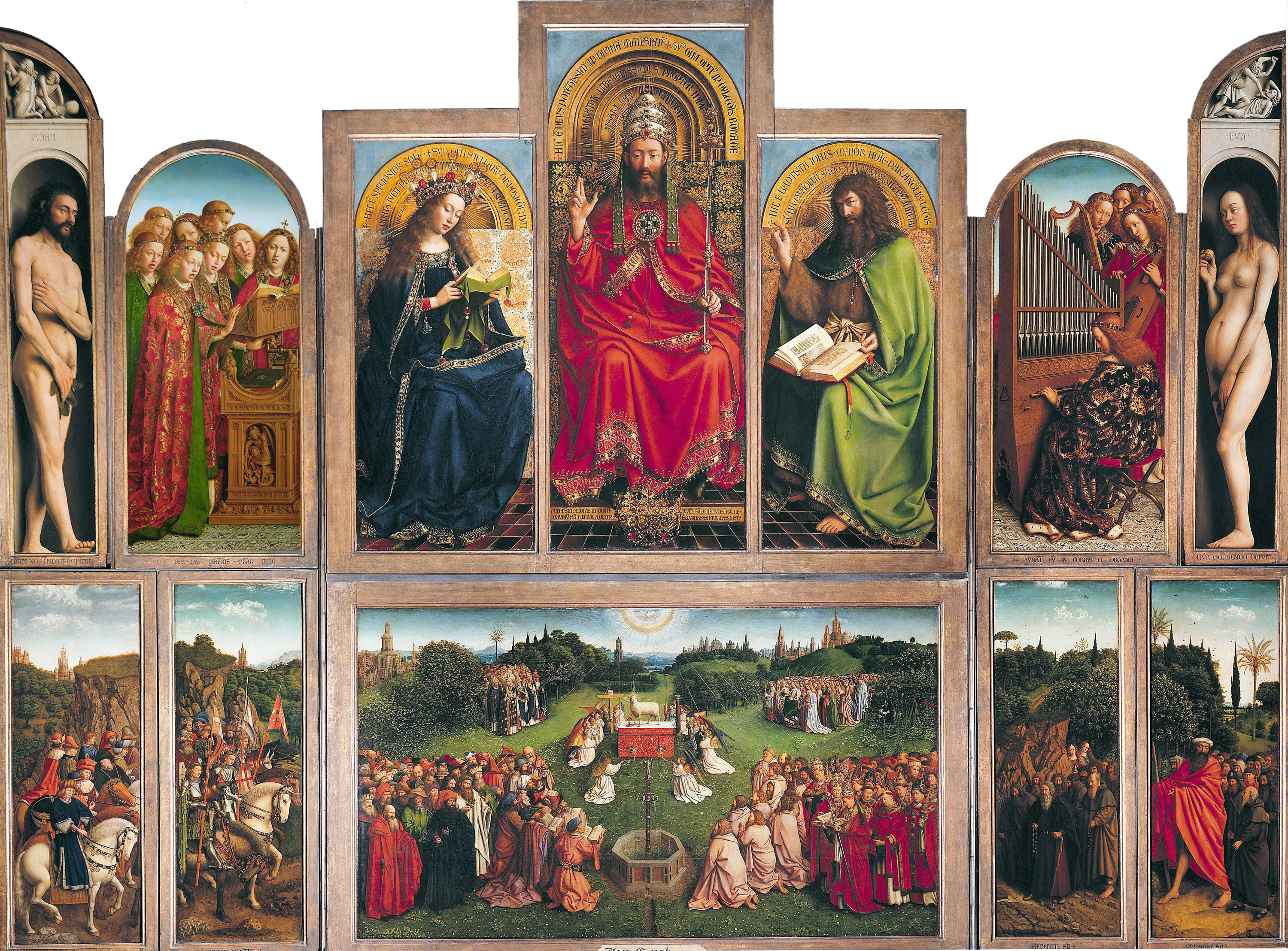
Hubert és Jan van Eyck: Genti oltár (Gent, székesegyház)
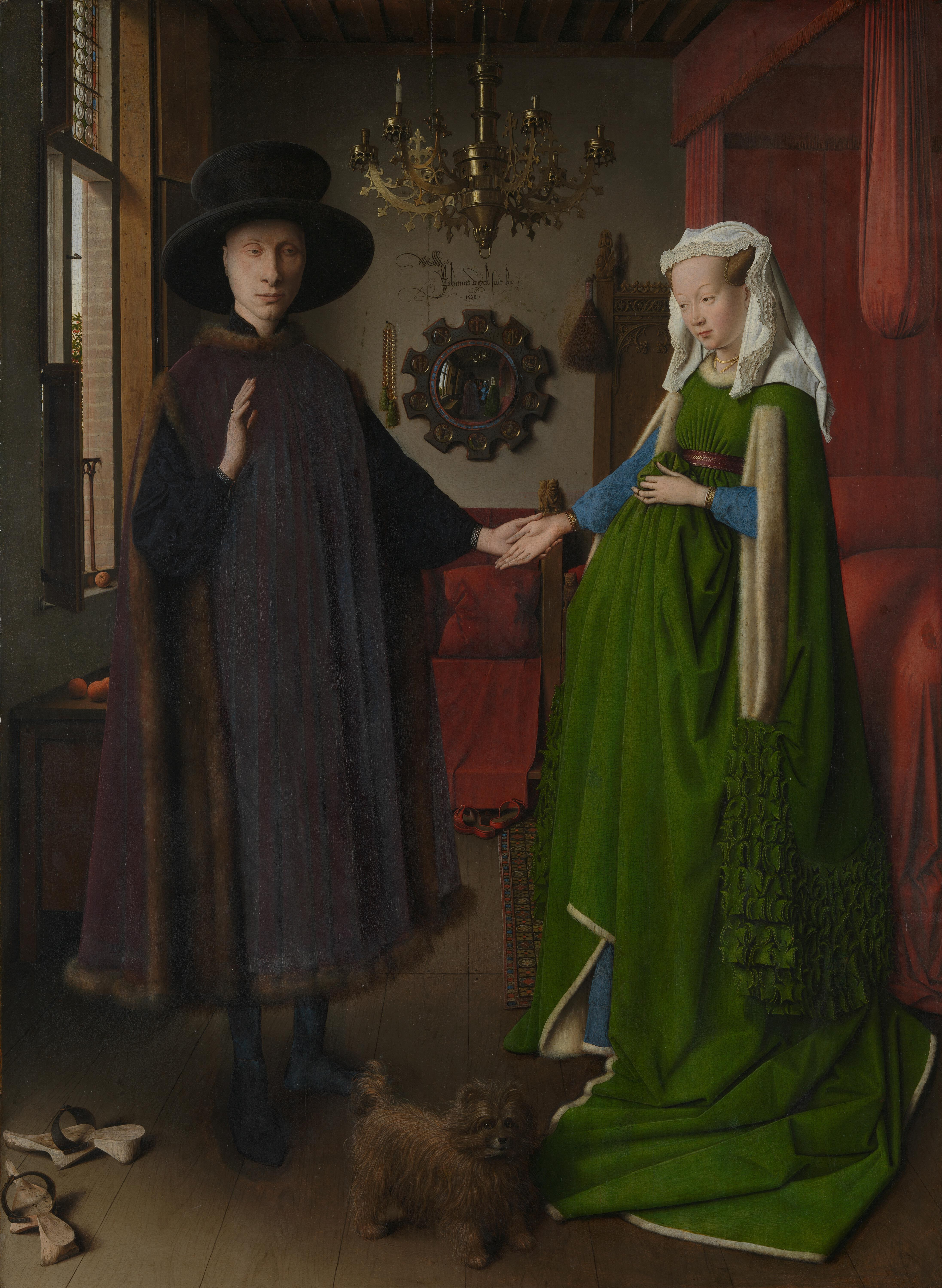
Jan van Eyck: Az Arnolfini házaspár (National Gallery, London)
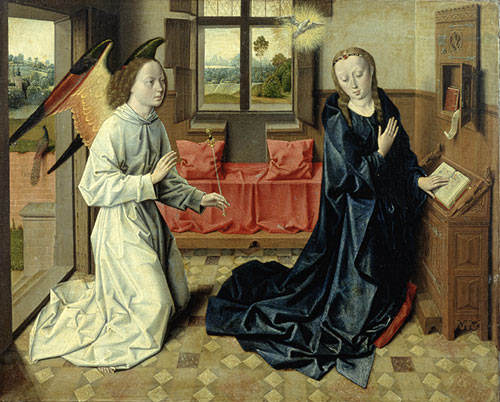
Dieric Bouts: Angyali üdvözlet (Calouste Gulbenkian Museum, Lisszabon)
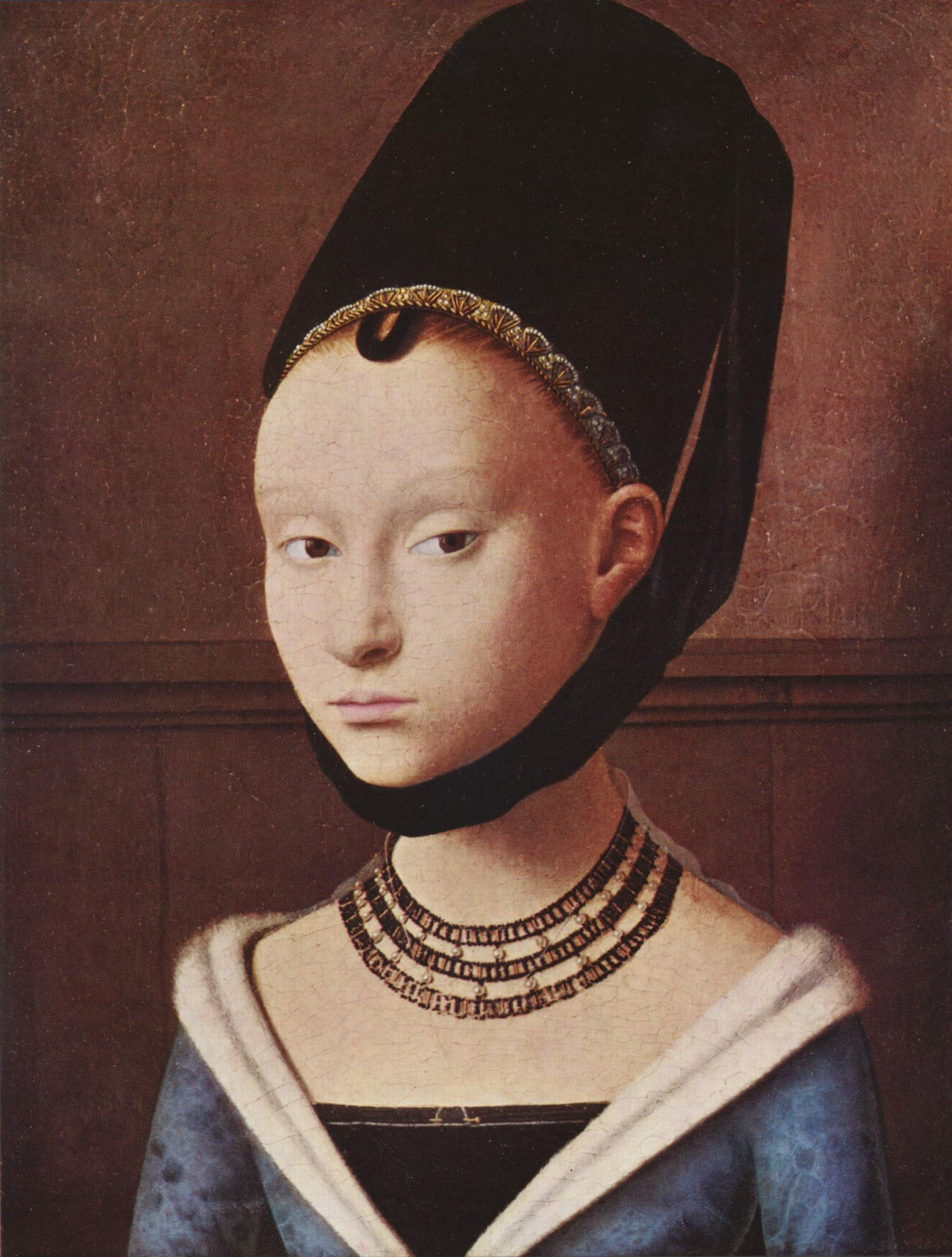
Petrus Christus: Lány portréja (Gemäldgalerie, Berlin)
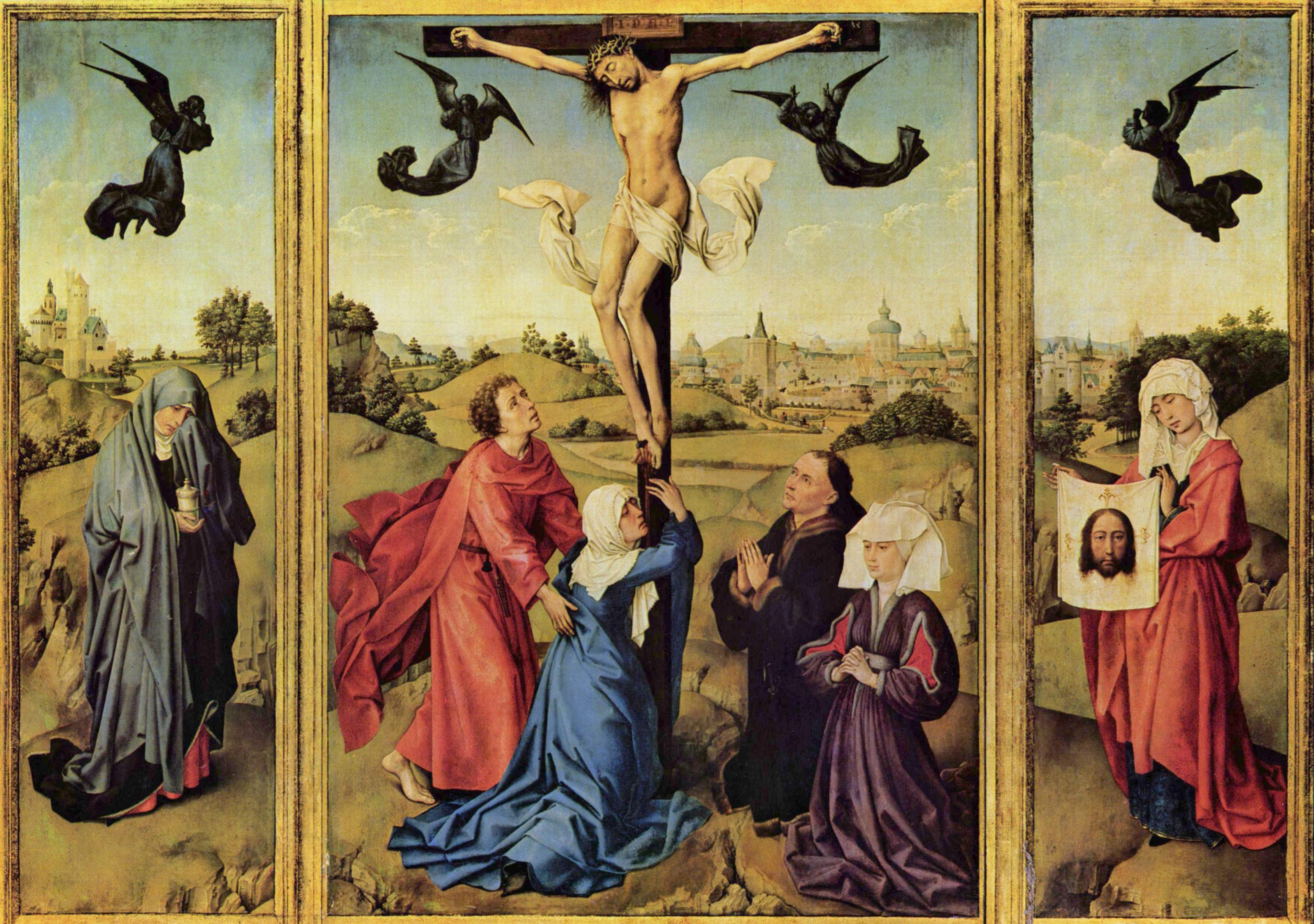
Rogier van der Weyden: Keresztrefeszítés triptichon (Kunsthistorisches Museum, Bécs)
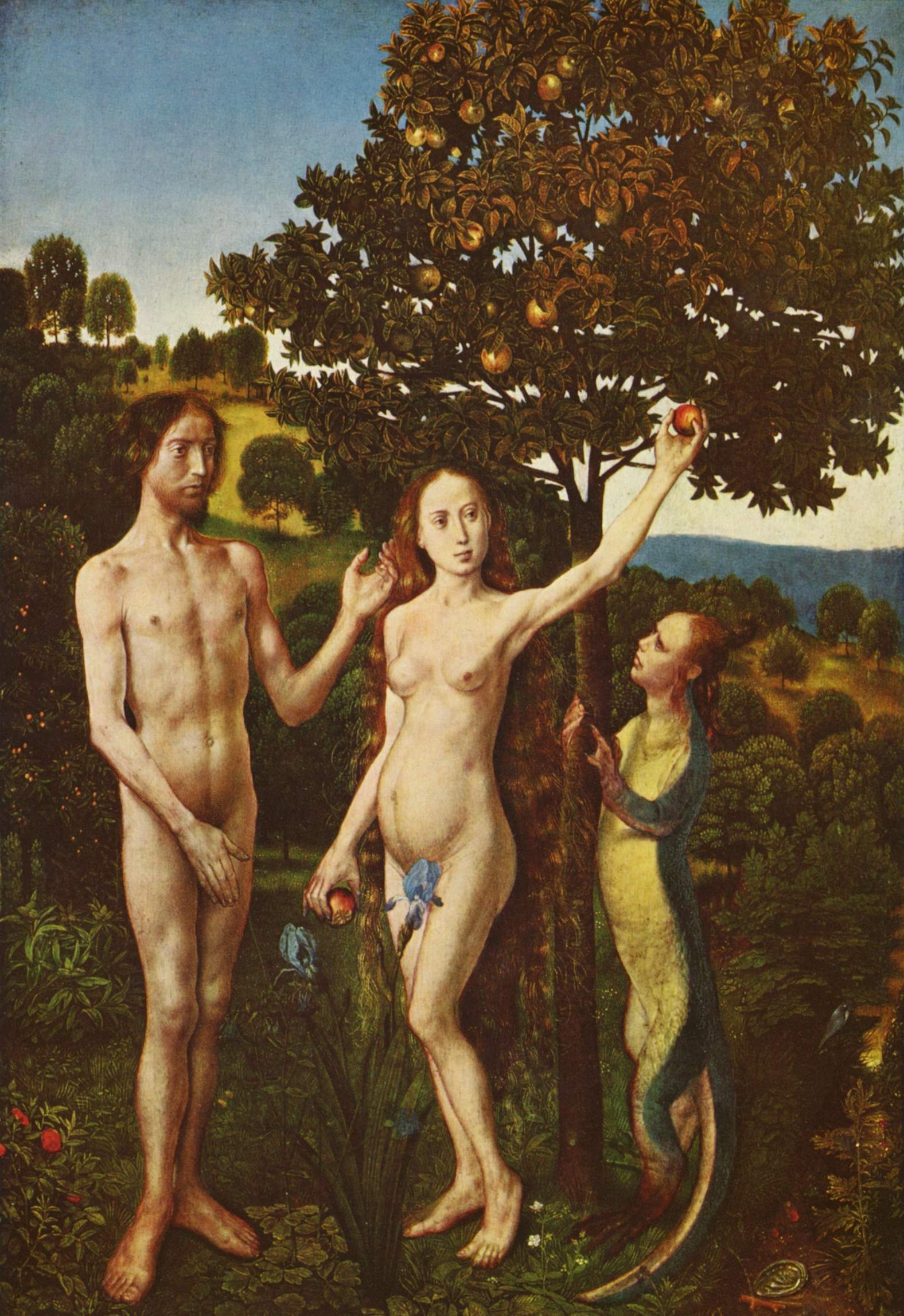
Hugo van der Goes: Bűnbeesés (Kunsthistorisches Museum, Bécs)
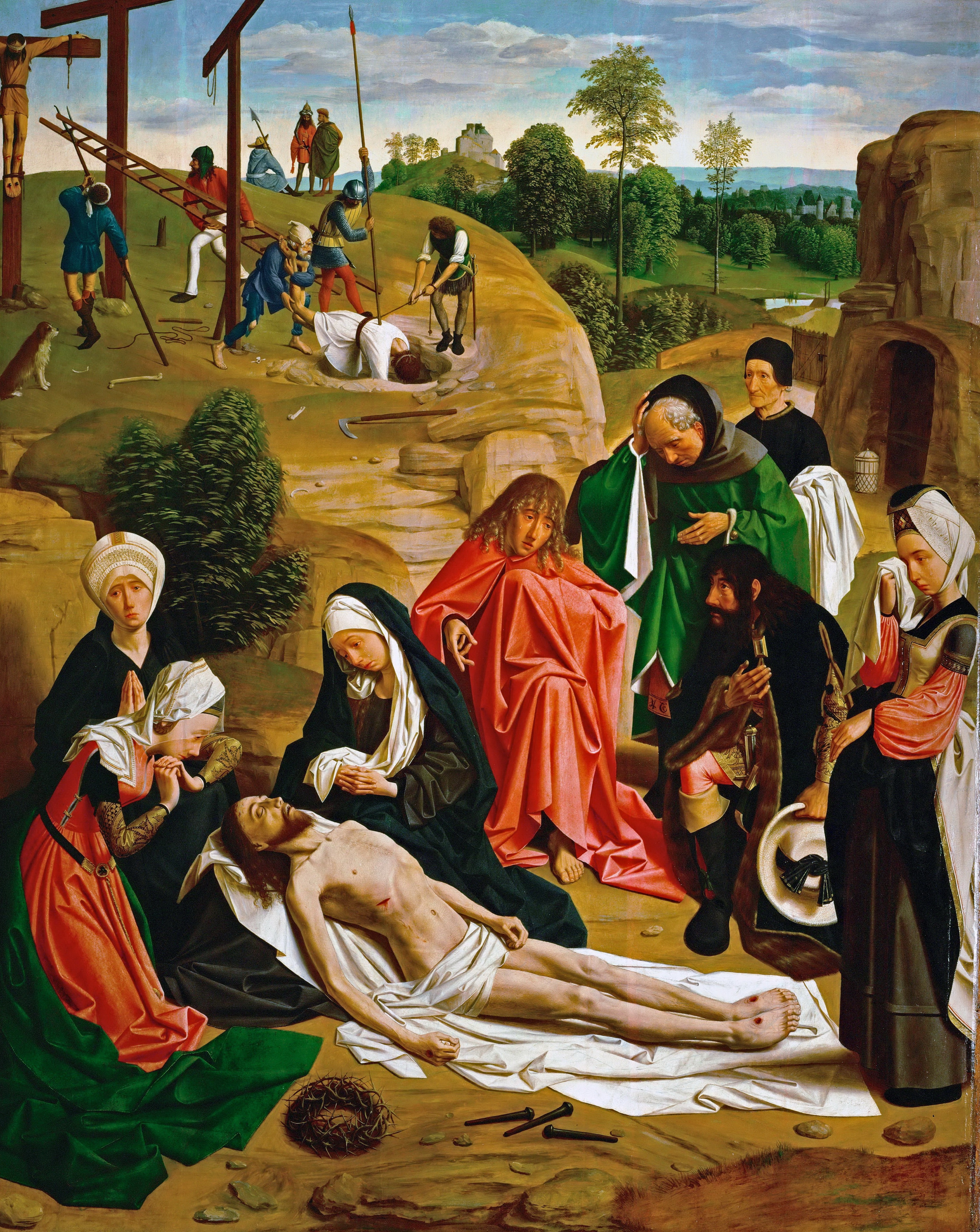
Geertgen tot Sint Jans: Krisztus siratása (Kunsthistorisches Museum, Bécs)
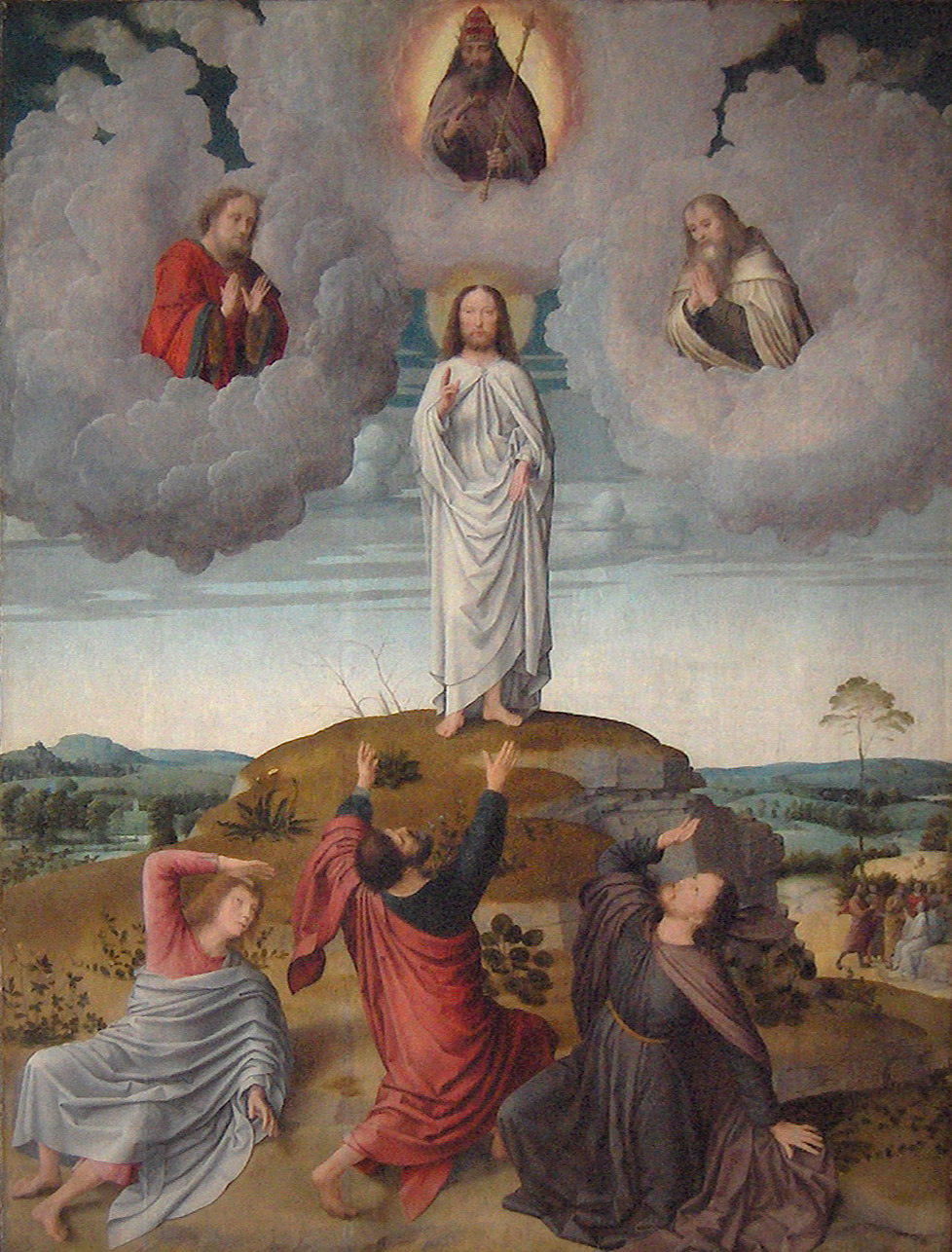
Gerard David: Mennybemenetel (Onze-Lieve-Vrouwekerk, Brugge)
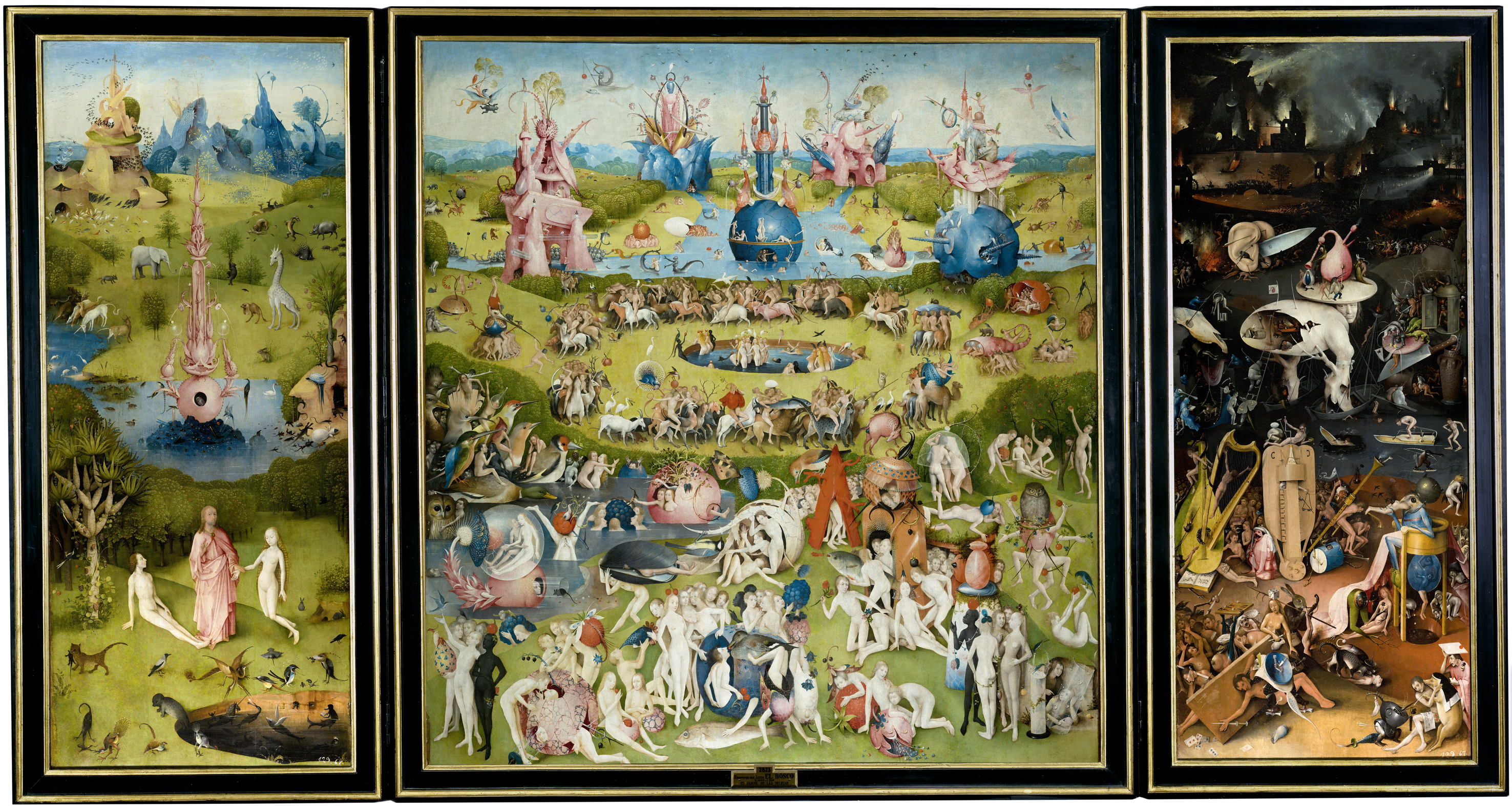
Hieronymus Bosch: Gyönyörök kertje (Prado, Madrid)
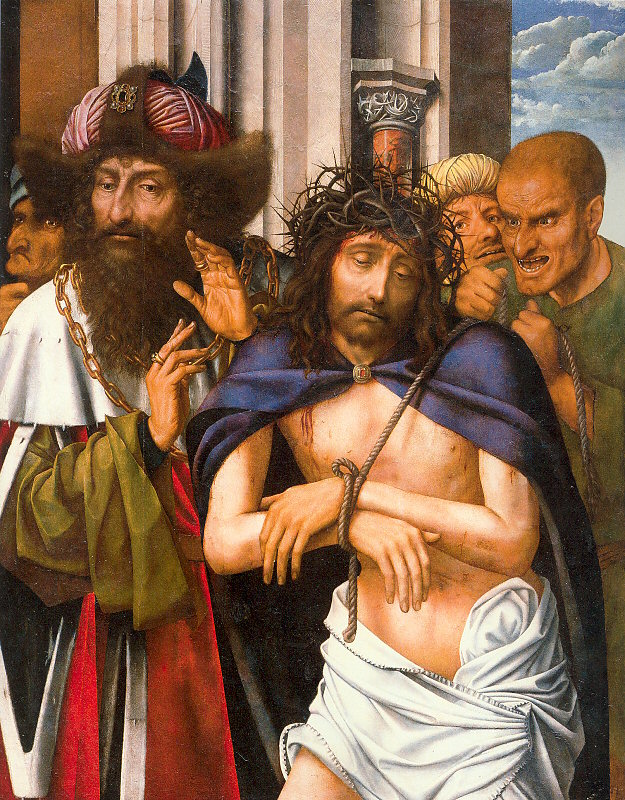
Quentin Massys: Krisztus ostorozása (Dózsepalota, Velence)
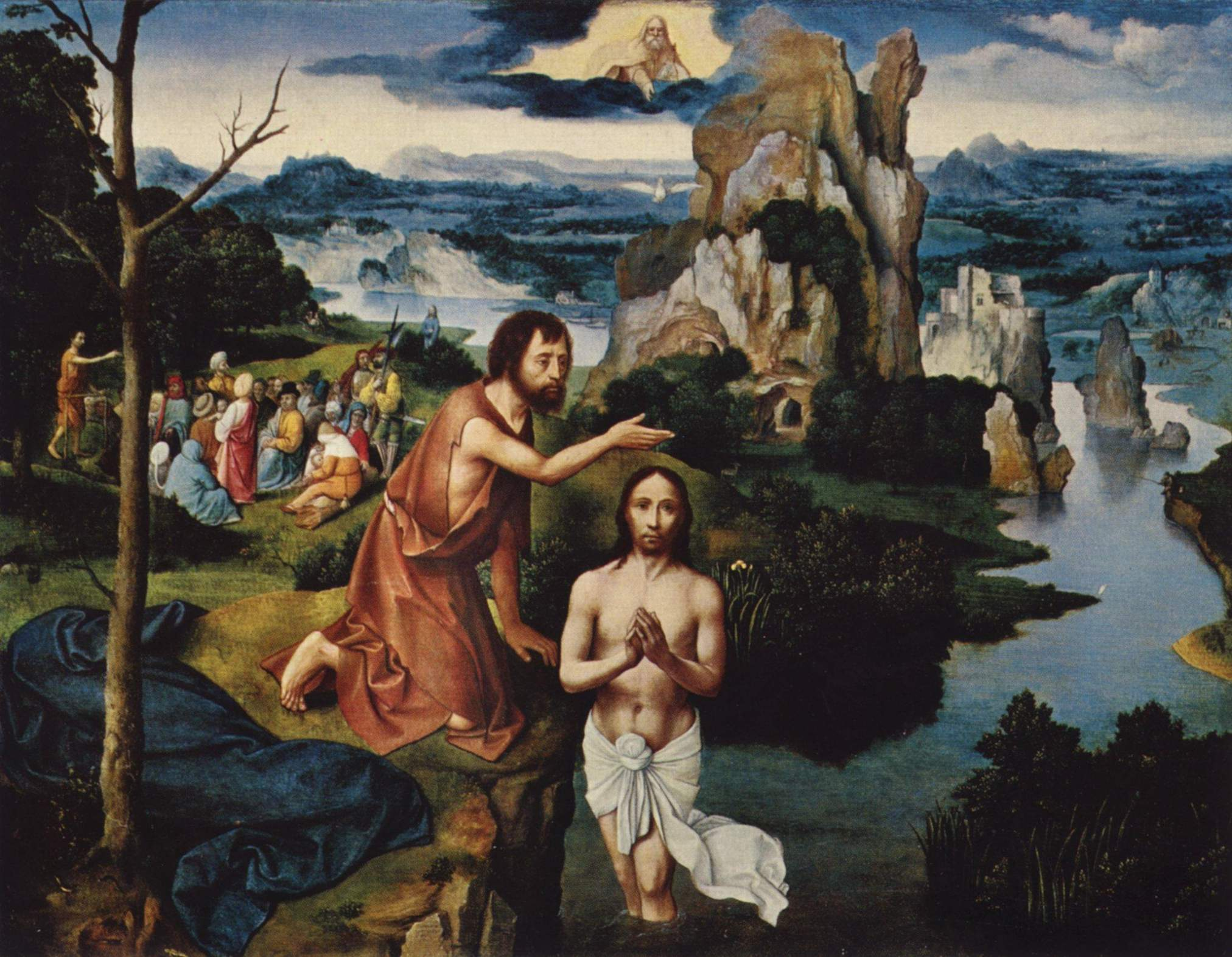
Joachim Patinir: Krisztus keresztelése (Kunsthistorisches Museum, Bécs)
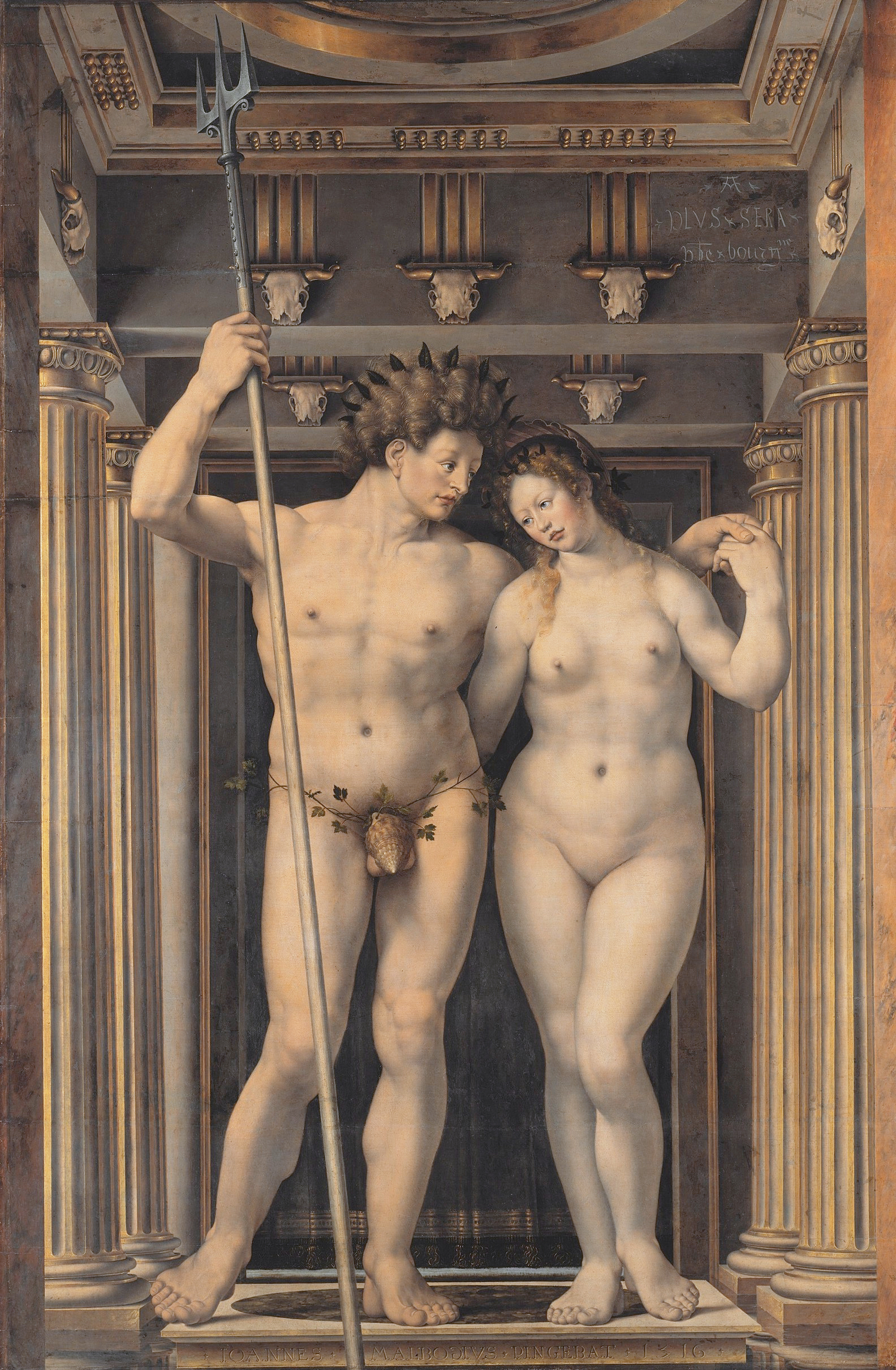
Jan Gossaert: Neptun és Amphitrité (Gemäldgalerie, Berlin)
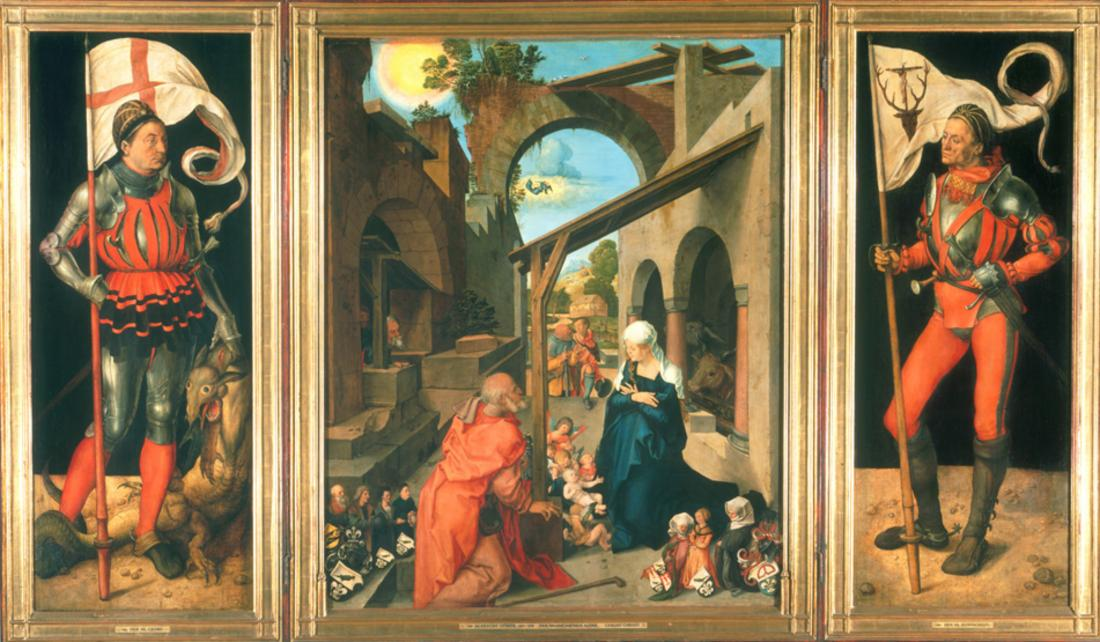
Lucas van Leyden: Mária gyermekkel, triptichon (Alte Pinakothek, München)
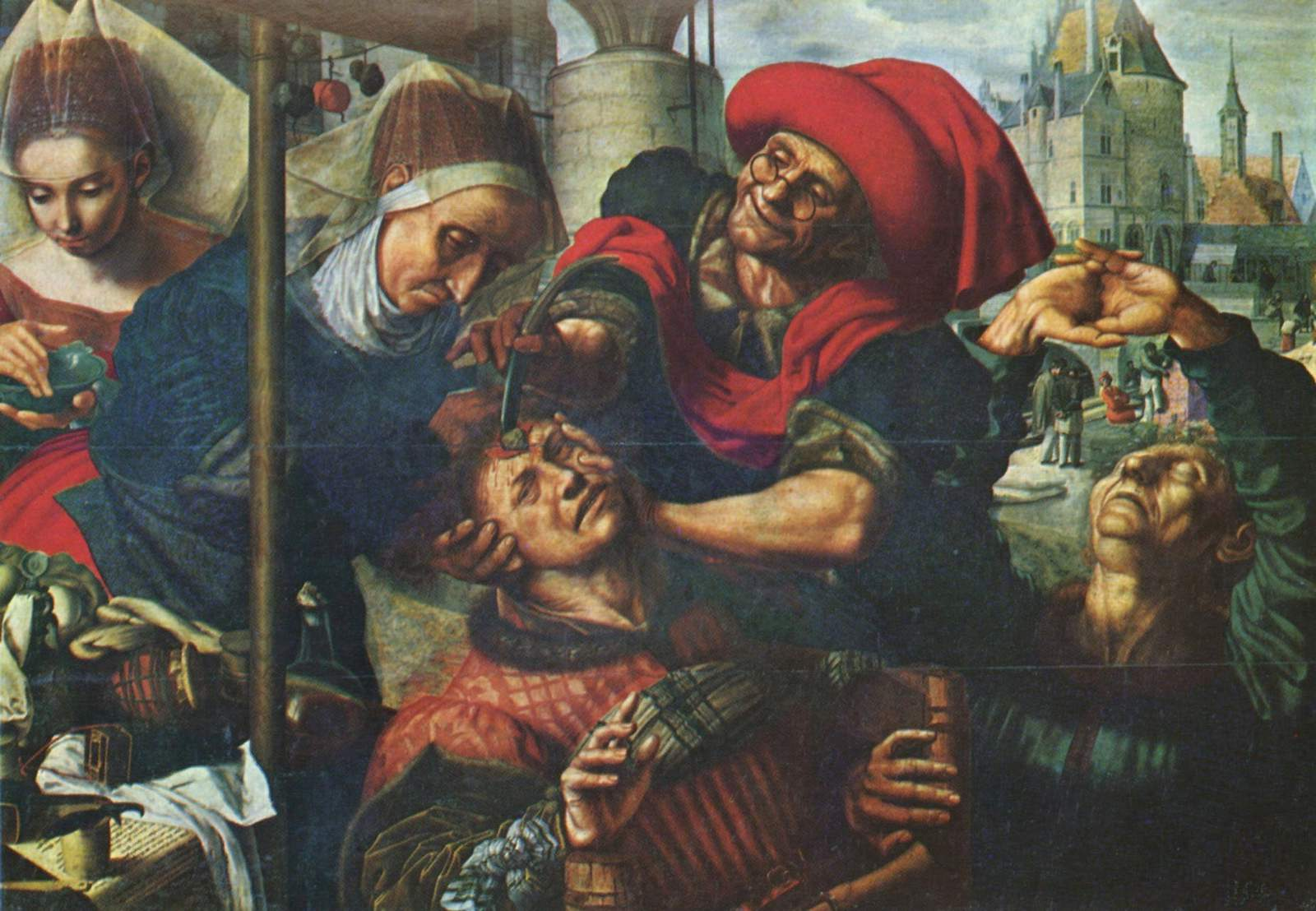
Jan Sanders van Hemessen: A kővágó (Museo del Prado, Madrid)
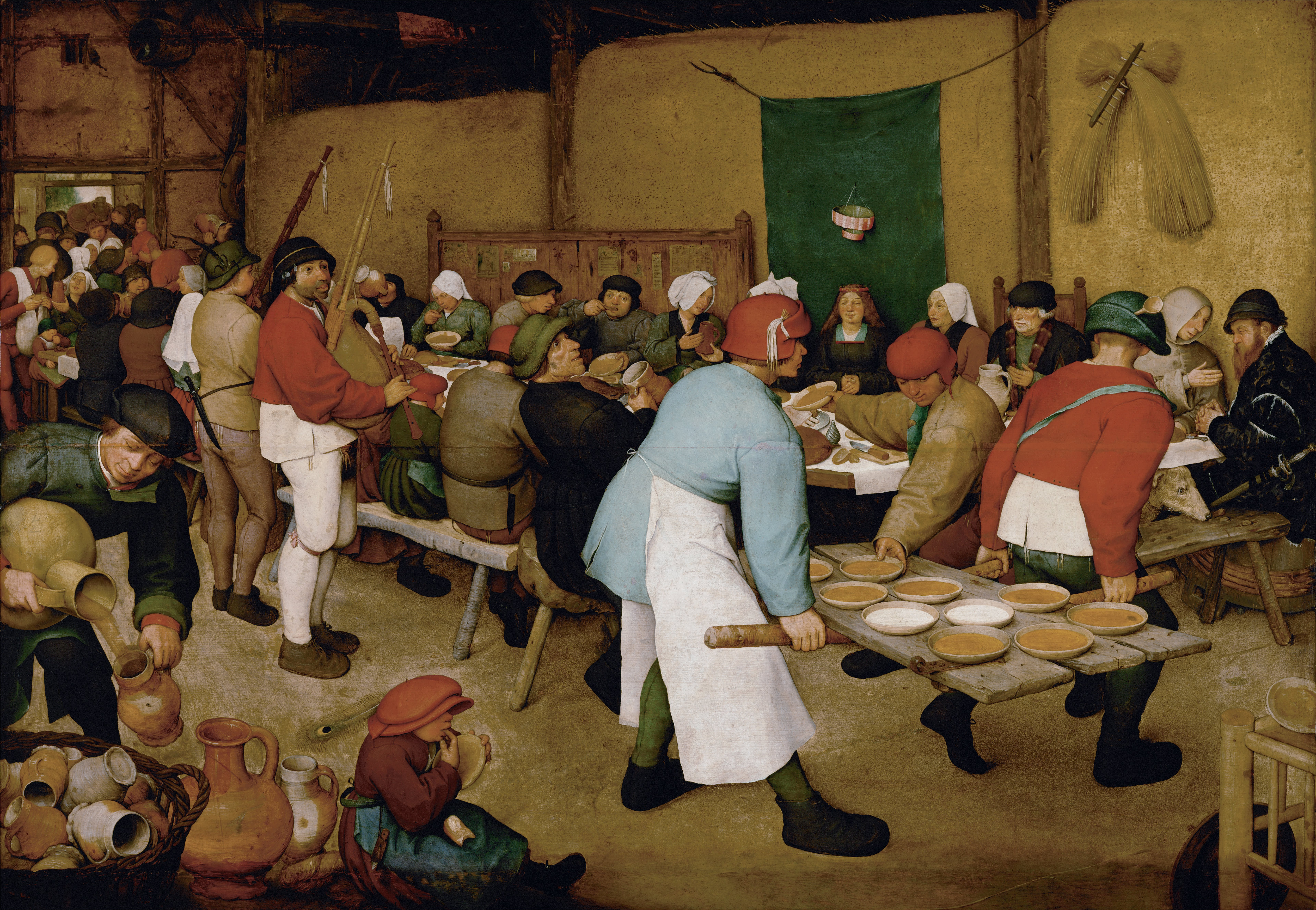
Pieter Bruegel: Parasztlakodalom (Kunsthistorisches Museum, Bécs)

## Iparművészet
Németalföldön jelentős szerepet foglalt el a szőnyegszövés. Az arrasi szőnyegszövés hagyományait a 15. században Tournai vette át, ahol Pasquier Grenier (? – 1493) műhelyében kiváló darabok készültek. A 16. században Brüsszel lett a szőnyegszövés központja. A brüsszeli falikárpitokhoz számos festő készített terveket. Ekkoriban alakult ki a csipkekészítés németalföldi hagyománya.

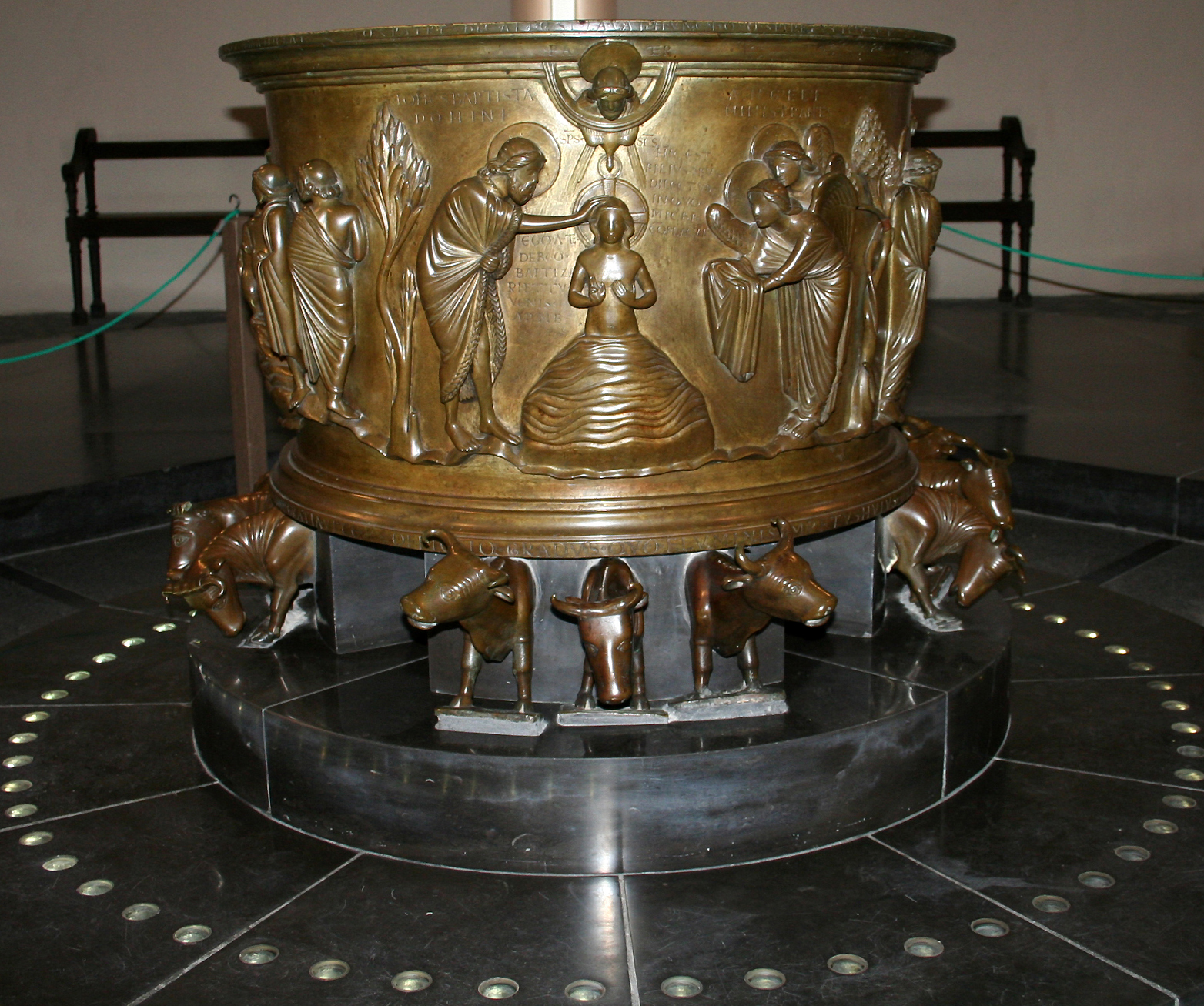
Renier de Huy: Krisztus keresztlése-serleg